# Episodi de L'Apemaia
La serie animata L'Apemaia è stata prodotta nel 1975 dalla Nippon Animation in 52 episodi. Nel 1979 è stata prodotta una seconda serie, sempre di 52 episodi.

## Prima serie

### Edizione giapponese
| Nº | Giapponese 「Kanji」 - Rōmaji - Traduzione letterale                                           | In onda          | In onda |
| Nº | Giapponese 「Kanji」 - Rōmaji - Traduzione letterale                                           | Giapponese       |         |
| 1  | 「マーヤの誕生」 - Māya no tanjō – "La nascita di Maia"                                        | 1º aprile 1975   |         |
| 2  | 「夢のある誓い」 - Yume no aru chikai – "Giuramento con un sogno"                              | 1975             |         |
| 3  | 「ひかりの中へ」 - Hikari no naka e – "Nella luce"                                             | 1975             |         |
| 4  | 「故郷をあとに」 - Kokyō wo ato ni – "Uscire di casa"                                          | 1975             |         |
| 5  | 「バラにはトゲと蜜がある」 - Bara ni wa toge to mitsu ga aru – "Le rose hanno spine e nettare" | 1975             |         |
| 6  | 「トンボのシュヌック」 - Tonbo no shunukku – "La libellula Snook"                              | 1975             |         |
| 7  | 「家バエのプック」 - Ie bae no pukku – "La mosca domestica"                                    | 1975             |         |
| 8  | 「クモと子守歌」 - Kumo to komori ka – "Il ragno e la ninna nanna"                             | 1975             |         |
| 9  | 「雨やどり」 - Ame yadori – "Piove"                                                            | 1975             |         |
| 10 | 「巣立ちの詩」 - Sudachi no shi – "Vera e propria poesia"                                      | 1975             |         |
| 11 | 「みみずはみみず」 - Mimizu wa mimizu – "Lombrichi e lombrichi"                                | 1975             |         |
| 12 | 「迷子さわぎ」 - Maigo Sawagi – "Sawagi, bambino smarrito"                                     | 1975             |         |
| 13 | 「アリになったウイリー」 - Ari ni natta uirī – "Willi diventa una formica"                     | 1975             |         |
| 14 | 「ハサミ虫の家族」 - Hasami chū no kazoku – "La famiglia di forbici"                           | 1975             |         |
| 15 | 「マーヤの約束」 - Māya no yakusoku – "La promessa di Maia"                                    | 1975             |         |
| 16 | 「フィリップの大ピンチ」 - Firippu no dai pinchi – "Il grosso pizzico di Flip"                 | 1975             |         |
| 17 | 「100の心と100の足」 - 100 no kokoro to 100 no ashi – "100 cuori e 100 piedi"                  | 1975             |         |
| 18 | 「雨蛙のしっぱい」 - Amagaeru no shippai – "La raganella è antipatica"                         | 1975             |         |
| 19 | 「風をさけて」 - Kaze wo sake te – "Evita il vento"                                            | 1975             |         |
| 20 | 「土の中の仲間たち」 - Do no naka no nakama tachi – "Gli amici nel terreno"                    | 1975             |         |
| 21 | 「困ったおばあさん」 - Kotta obāsan – "La nonna è nei guai"                                    | 1975             |         |
| 22 | 「マーヤの一日隊長」 - Māya no ichi nichi taichō – "Maia capitano del giorno"                  | 1975             |         |
| 23 | 「跳べ! フィリップ」 - Tobe! Firippu – "Salta! Flip"                                           | 1975             |         |
| 24 | 「セミの歌」 - Semi no uta – "Il canto della cicala"                                           | 1975             |         |
| 25 | 「アリの子6番」 - Ari no ko 6-ban – "La sesta formichina"                                      | 1975             |         |
| 26 | 「コオロギのメロディ」 - Kōrogi no merodi – "La melodia dei grilli"                            | 1975             |         |
| 27 | 「命がけの旅」 - Inochigake no tabi – "Un viaggio pericoloso per la vita"                      | 1975             |         |
| 28 | 「にせものに御用心」 - Nisemono ni go yōjin – "Attenzione ai falsi"                            | 1975             |         |
| 29 | 「イナゴがやってくる」 - Inago ga yattekuru – "Le locuste stanno arrivando"                    | 1975             |         |
| 30 | 「マーヤのお願い」 - Māya no onegai – "La richiesta di Maia"                                   | 1975             |         |
| 31 | 「大きくなりたい」 - Ōkiku nari tai – "Voglio crescere"                                        | 1975             |         |
| 32 | 「カボチャ畑は大騒ぎ」 - Kabocha hata wa ōsawagi – "Un grande trambusto tra le zucche"         | 1975             |         |
| 33 | 「逃げろや逃げろ」 - Nigero ya nigero – "Scappa, scappa"                                       | 1975             |         |
| 34 | 「おうちがほしい」 - O uchi ga hoshī – "Voglio una casa"                                       | 1975             |         |
| 35 | 「水の中のお友達」 - Mizu no naka no o tomodachi – "Amici in acqua"                            | 1975             |         |
| 36 | 「ママになったマーヤ」 - Mama ni natta Māya – "Maia diventa mamma"                             | 1975             |         |
| 37 | 「大きな大きなウイラード」 - Ōkina ōkina Uirādo – "Il grande grande Williard"                  | 1975             |         |
| 38 | 「二人のフィリップ」 - Ni nin no Firippu – "Due Flip"                                          | 1975             |         |
| 39 | 「ノミの子キティ」 - Nomi no ko kiti – "La piccola pulce"                                      | 1975             |         |
| 40 | 「雪の中のマーヤ」 - Yuki no naka no Māya – "Maia nella neve"                                  | 1975             |         |
| 41 | 「春がきたきた」 - Haru ga ki ta kita – "La primavera è arrivata"                              | 3 febbraio 1976  |         |
| 42 | 「蛾のジャック」 - Ga no Jakku – "La falena Jack"                                              | 10 febbraio 1976 |         |
| 43 | 「アリの牧場」 - Ari no bokujō – "La fattoria delle formiche"                                  | 17 febbraio 1976 |         |
| 44 | 「マーヤの穴ぼこ作戦」 - Māya no ana bo ko sakusen – "La tattica di Maia"                      | 24 febbraio 1976 |         |
| 45 | 「ほらふきゴキブリ」 - Hora fuki gokiburi – "Guarda, scarafaggio"                              | 2 marzo 1976     |         |
| 46 | 「新しいお友達」 - Atarashī o tomodachi – "Nuovi amici"                                        | 9 marzo 1976     |         |
| 47 | 「一人ぽっちのチャンピオン」 - Hitoripocchi no chanpion – "Campione solitario"                 | 16 marzo 1976    |         |
| 48 | 「ハエの卵騒動」 - Hae no tamago sōdō – "Il trambusto delle uova di mosca"                     | 23 marzo 1976    |         |
| 49 | 「みつばちのバート」 - Mitsuba chino Bāto – "L'ape Bart"                                       | 30 marzo 1976    |         |
| 50 | 「アリの子アンソニー」 - Ari no ko Ansonī – "Anthony, il figlio delle formiche"                | 6 aprile 1976    |         |
| 51 | 「スズメ蜂のワナ」 - Suzume hachi no wana – "La trappola del calabrone"                        | 13 aprile 1976   |         |
| 52 | 「お帰りマーヤ」 - O kaeri Māya – "Maia ritorna"                                               | 20 aprile 1976   |         |

### Edizione internazionale
| Nº | Titolo originale                                      | Titolo italiano                   | Prima TV RFG      | Prima TV Italia  |
| -- | ----------------------------------------------------- | --------------------------------- | ----------------- | ---------------- |
| 1  | Maja wird geboren                                     | La nascita di Maia                | 13 settembre 1976 | 25 febbraio 1980 |
| 2  | Maja lernt fliegen                                    | Maia impara a volare              | 16 settembre 1976 | 26 febbraio 1980 |
| 3  | Maja und die Libelle Schnuck                          | Maia e la libellula               | 23 settembre 1976 | 27 febbraio 1980 |
| 4  | Maja bei den Ameisen                                  | Maia tra le formiche              | 30 settembre 1976 | 28 febbraio 1980 |
| 5  | Maja und die Stubenfliege Puck                        | La mosca domestica                | 7 ottobre 1976    | 3 marzo 1980     |
| 6  | Maja und die Spinne Thekla                            | Il ragno Tecla                    | 14 ottobre 1976   | 4 marzo 1980     |
| 7  | Der Waldbrand                                         | L'incendio nel bosco              | 21 ottobre 1976   | 5 marzo 1980     |
| 8  | Willi bei den Ameisen                                 | Willi perde la memoria            | 28 ottobre 1976   | 6 marzo 1980     |
| 9  | Maja und der Regenwurm Max                            | Il lombrico Max                   | 4 novembre 1976   | 10 marzo 1980    |
| 10 | Maja und der Frosch                                   | Un ranocchio furbo                | 11 novembre 1976  | 11 marzo 1980    |
| 11 | Maja und Iffi im Regen                                | Il coleottero innamorato          | 18 novembre 1976  | 12 marzo 1980    |
| 12 | Maja und das Glühwürmchen Jimmy                       | La lucciola Jimmi                 | 25 novembre 1976  | 13 marzo 1980    |
| 13 | Maja und die Heuschrecken                             | Maia e la vecchia cavalletta      | 2 dicembre 1976   | 17 marzo 1980    |
| 14 | Das Wettspringen                                      | La gara di salto                  | 9 dicembre 1976   | 18 marzo 1980    |
| 15 | Maja und die kleine Raupe                             | Maia e la piccola larva           | 16 dicembre 1976  | 19 marzo 1980    |
| 16 | Ungebetene Gäste                                      | Gli ospiti indesiderati           | 23 dicembre 1976  | 20 marzo 1980    |
| 17 | Maja und der Tausendfüßler Hironimus                  | Geronimo il millepiedi            | 30 dicembre 1976  | 24 marzo 1980    |
| 18 | Flip sitzt in der Falle                               | Flip in trappola                  | 6 gennaio 1977    | 25 marzo 1980    |
| 19 | Thekla hat sich verrechnet                            | Tecla fa male i conti             | 13 gennaio 1977   | 26 marzo 1980    |
| 20 | Eine anrüchige Geschichte                             | Storie nella tempesta             | 20 gennaio 1977   | 27 marzo 1980    |
| 21 | Das Konzert der Zikaden                               | Il concerto delle cicale          | 27 gennaio 1977   | 31 marzo 1980    |
| 22 | Maja als Ersatzameise                                 | Maia formica supplente            | 3 febbraio 1977   | 1º aprile 1980   |
| 23 | Wie die Grille befreit wurde                          | La liberazione del grillo         | 10 febbraio 1977  | 2 aprile 1980    |
| 24 | Maja sucht einen Wald                                 | Alla ricerca di un bosco          | 17 febbraio 1977  | 3 aprile 1980    |
| 25 | Wie es kommt, dass man manche Tiere nicht sieht       | Il finto calabrone                | 24 febbraio 1977  | 7 aprile 1980    |
| 26 | Flips schlimme Familie                                | La terribile famiglia di Flip     | 3 marzo 1977      | 8 aprile 1980    |
| 27 | Der Blumenelf                                         | L'elfo dei fiori                  | 10 marzo 1977     | 9 aprile 1980    |
| 28 | Max wird operiert                                     | L'operazione di Max               | 17 marzo 1977     | 10 aprile 1980   |
| 29 | Die Raupe bekommt ein Haus                            | Una casa per il bruco             | 24 marzo 1977     | 14 aprile 1980   |
| 30 | Die Fahrt in der Limonadenflasche                     | Una gita in bottiglia             | 31 marzo 1977     | 15 aprile 1980   |
| 31 | Harald, der Spatz                                     | Aroldo il passero                 | 7 aprile 1977     | 16 aprile 1980   |
| 32 | Maja, die Riesin                                      | Maia la gigantessa                | 14 aprile 1977    | 17 aprile 1980   |
| 33 | Auf der Flucht vor Spatz und Frosch                   | Due brutti momenti                | 21 aprile 1977    | 21 aprile 1980   |
| 34 | Wieland macht eine Hungerkur                          | Mister Muscolo lo scarabeo        | 28 aprile 1977    | 22 aprile 1980   |
| 35 | Der doppelte Flip                                     | Il gemello di Flip                | 5 maggio 1977     | 23 aprile 1980   |
| 36 | Wie Maja einen Floh rettet                            | La pulce affamata                 | 12 maggio 1977    | 24 aprile 1980   |
| 37 | Wie Maja und Willi über den Winter kommen             | L'inverno di Maia e Willi         | 19 maggio 1977    | 28 aprile 1980   |
| 38 | Der Frühling ist da                                   | È arrivata la primavera           | 26 maggio 1977    | 29 aprile 1980   |
| 39 | Der Nachtfalter Jack                                  | La farfalla notturna              | 2 giugno 1977     | 30 aprile 1980   |
| 40 | Der Kampf um die Blattläuse                           | Guerra ai ladri!                  | 9 giugno 1977     | 1º maggio 1980   |
| 41 | Wie die Fliege gefoppt wird                           | La mosca scroccona                | 16 giugno 1977    | 5 maggio 1980    |
| 42 | Prahlhans Küchenschabe                                | L'ospite indesiderato             | 23 giugno 1977    | 6 maggio 1980    |
| 43 | Wie Maja den Termiten hilft                           | Il formicaleone                   | 30 giugno 1977    | 7 maggio 1980    |
| 44 | Von der Maulwurfsgrille, die keiner zum Freund wollte | Il grillotalpa                    | 7 luglio 1977     | 8 maggio 1980    |
| 45 | Eier, Eier, nichts als Eier                           | Uova a go-go                      | 14 luglio 1977    | 12 maggio 1980   |
| 46 | Gustav und Emma                                       | Spacca sette, ammazza quattordici | 21 luglio 1977    | 13 maggio 1980   |
| 47 | Die Ameise, die nicht mehr mitspielen wollte          | La formica dispettosa             | 28 luglio 1977    | 14 maggio 1980   |
| 48 | Kurt schummelt                                        | L'imbroglione                     | 4 agosto 1977     | 15 maggio 1980   |
| 49 | Der Schönheitswettbewerb                              | Il concorso di bellezza           | 11 agosto 1977    | 19 maggio 1980   |
| 50 | Die Seefahrt                                          | La traversata                     | 18 agosto 1977    | 20 maggio 1980   |
| 51 | Gefangen                                              | Prigioniera!                      | 25 agosto 1977    | 21 maggio 1980   |
| 52 | Maja kommt nach Hause                                 | Maia torna a casa                 | 1º settembre 1977 | 22 maggio 1980   |

## Seconda serie

### Edizione giapponese
| Nº | Giapponese 「Kanji」 - Rōmaji - Traduzione letterale                                                              | In onda           | In onda |
| Nº | Giapponese 「Kanji」 - Rōmaji - Traduzione letterale                                                              | Giapponese        |         |
| 1  | 「牧場の春」 - Bokujō no haru – "Primavera nel prato"                                                             | 12 ottobre 1982   |         |
| 2  | 「力くらべ」 - Chikara kurabe – "Gara di forza"                                                                   | 19 ottobre 1982   |         |
| 3  | 「野外音楽会」 - Yagai ongaku kai – "Concerto all'aperto"                                                         | 26 ottobre 1982   |         |
| 4  | 「空飛ぶマウシィ」 - Sora tobu Maushii – "Alessandro volante"                                                     | 2 novembre 1982   |         |
| 5  | 「チーズ盗難事件」 - Chīzu tōnan jiken – "Il caso del furto di formaggio"                                         | 9 novembre 1982   |         |
| 6  | 「ノミの風来坊」 - Nomi no fūraibō – "Le pulci"                                                                   | 16 novembre 1982  |         |
| 7  | 「マウシィ救出作戦」 - Maushii kyūshutsu sakusen – "L'operazione di salvataggio di Alessandro"                    | 23 novembre 1982  |         |
| 8  | 「牧場のオリンピック」 - Bokujō no Orinpikku – "Le Olimpiadi del prato"                                           | 30 novembre 1982  |         |
| 9  | 「大脱走」 - Dai dassō – "La grande fuga"                                                                         | 7 dicembre 1982   |         |
| 10 | 「マーヤのルーツはクレオパトラ?!」 - Māya no rūtsu wa Kureopatora?! – "Maia discende da Cleopatra?!"              | 14 dicembre 1982  |         |
| 11 | 「ブラボー サッカー」 - Bura bō sakkā – "Il bravo calciatore"                                                     | 21 dicembre 1982  |         |
| 12 | 「さすらいのウィリー」 - Sasurai no Wirī                                                                          | 28 dicembre 1982  |         |
| 13 | 「遠い星から来た光る生物」 - Tōi hoshi kara ki ta hikaru seibutsu – "Una creatura luminosa da una stella lontana" | 4 gennaio 1983    |         |
| 14 | 「ようこそ命の恩人」 - Yōkoso inochi no onjin                                                                     | 11 gennaio 1983   |         |
| 15 | 「スネイル先生は名医」 - Suneiru sensei wa meii – "Il signor Lumaca è un bravo medico"                            | 18 gennaio 1983   |         |
| 16 | 「それ行けマウシィ教授」 - Sore ike Maushii kyōju – "Avanti, professor Alessandro"                                | 25 gennaio 1983   |         |
| 17 | 「住めば都の物語」 - Sume ba to no monogatari – "Il racconto di come vivreste in città"                           | 1º febbraio 1983  |         |
| 18 | 「大カブト虫の勇気」 - Dai kabutomushi no yūki – "Il coraggio del grande scarabeo"                                | 8 febbraio 1983   |         |
| 19 | 「おかしな大空中戦」 - Okashina dai kūchū sen – "Una strana lotta nel cielo"                                      | 15 febbraio 1983  |         |
| 20 | 「風のいたずら」 - Kaze no itazura – "Lo scherzo del vento"                                                       | 22 febbraio 1983  |         |
| 21 | 「カブト虫老人がやって来た」 - Kabutomushi rōjin ga yatteki ta – "È arrivato lo scarabeo anziano"                 | 1º marzo 1983     |         |
| 22 | 「メルビン兄さん大旋風」 - Merubin nīsan dai senpū – "Il fratello Melvin è un ciclone"                            | 8 marzo 1983      |         |
| 23 | 「世にも不思議な事件」 - Yonimo fushigi na jiken – "Un misterioso incidente"                                      | 15 marzo 1983     |         |
| 24 | 「ウイリー昼寝に御用心」 - Wirī hirune ni go yōjin – "Attenti ai pisolini di Willi"                               | 22 marzo 1983     |         |
| 25 | 「バート・君は空を飛べたね」 - Bāto・Kun wa sora wo tobe ta ne – "Bart・Potresti volare nel cielo"                | 29 marzo 1983     |         |
| 26 | 「カーニバルの訪問者」 - Kānibaru no hōmon sha – "Visitatori a carnevale"                                         | 5 aprile 1983     |         |
| 27 | 「雨降りは劇場が最高」 - Amefuri wa gekijō ga saikō – "Il teatro è più bello quando piove"                        | 12 aprile 1983    |         |
| 28 | 「ホラ吹きバーニー」 - Hora fuki bānī – "Barney è favoloso"                                                       | 19 aprile 1983    |         |
| 29 | 「マウシイ幻の超特急」 - Maushii maboroshi no chō tokkyū – "Il treno espresso di Alessandro"                      | 26 aprile 1983    |         |
| 30 | 「マウシイ式電話開通」 - Maushii shiki denwa kaitsū – "L'apertura del telefono di Alessandro"                     | 3 maggio 1983     |         |
| 31 | 「ワナの仕掛けられた 飛行コンテスト」 - Wana no shikake rare ta hikō kontesuto                                    | 10 maggio 1983    |         |
| 32 | 「幸せを運ぶコガネ虫」 - Shiawase wo hakobu kogane chū – "Gli insetti che portano la felicità"                    | 17 maggio 1983    |         |
| 33 | 「ウイリー絶体絶命」 - Wirī zettaizetsumei – "Willi è disperato"                                                  | 24 maggio 1983    |         |
| 34 | 「お城の中のベアトリス」 - O-jō no naka no Beatorisu – "Beatrice nel castello"                                    | 31 maggio 1983    |         |
| 35 | 「マーヤとマウシー宇宙へ行く?」 - Māya to Maushī uchū e iku? – "Maia e Alessandro vanno nello spazio?"            | 7 giugno 1983     |         |
| 36 | 「大喰いのマービン」 - Dai kui no Mābin – "La golosità di Marvin"                                                 | 14 giugno 1983    |         |
| 37 | 「青空彫刻大会」 - Aozora chōkoku taikai – "Il torneo di sculture del cielo blu"                                  | 21 giugno 1983    |         |
| 38 | 「エチケット騒動」 - Echiketto sōdō – "Etichette in conflitto"                                                    | 28 giugno 1983    |         |
| 39 | 「牧場に水がない」 - Bokujō ni mizu ga nai – "Non c'è acqua nel prato"                                            | 5 luglio 1983     |         |
| 40 | 「牧場のギャング団」 - Bokujō no gyangu dan – "La banda del prato"                                                | 12 luglio 1983    |         |
| 41 | 「なが～い友達」 - Na ga~i tomodachi – "Amici di vecchia data"                                                    | 19 luglio 1983    |         |
| 42 | 「女王陛下歓迎パーティー」 - Joō heika kangei pātī – "La festa di benvenuto per Sua Maestà"                       | 26 luglio 1983    |         |
| 43 | 「霧の誘拐事件」 - Kiri no yūkai jiken – "Il caso del rapimento nella nebbia"                                     | 2 agosto 1983     |         |
| 44 | 「星空のファンタジー」 - Hoshizora no fantajī – "La fantasia del cielo stellato"                                  | 9 agosto 1983     |         |
| 45 | 「体力不足に御用心」 - Tairyoku fusoku ni go yōjin – "Mi sento senza forze"                                       | 16 agosto 1983    |         |
| 46 | 「牧場から愛をこめて」 - Bokujō kara ai wo kome te – "Dal prato con amore"                                        | 23 agosto 1983    |         |
| 47 | 「まちがい結婚式」 - Machigai kekkonshiki – "Nozze sbagliate"                                                     | 30 agosto 1983    |         |
| 48 | 「草スキー大会」 - Kusa sukī taikai – "La competizione di sci sull'erba"                                          | 6 settembre 1983  |         |
| 49 | 「ヨット旅行はSOS」 - yotto ryokō wa SOS – "S.O.S. nel viaggio in yacht"                                          | 13 settembre 1983 |         |
| 50 | 「ウィリー氷をアイス」 - Wirī kōri wo aisu – "Willi congelato"                                                    | 20 settembre 1983 |         |
| 51 | 「牧場のそばの別世界」 - Bokujō no soba no bessekai – "Un altro mondo vicino al prato"                            | 23 settembre 1983 |         |
| 52 | 「牧場の花祭り」 - Bokujō no hanamatsuri – "Il festival dei fiori del prato"                                      | 27 settembre 1983 |         |

### Edizione internazionale
| Nº | Titolo originale                   | Titolo italiano                 | Prima TV RFG      | Prima TV Italia  |
| -- | ---------------------------------- | ------------------------------- | ----------------- | ---------------- |
| 1  | Alexander der Große                | Alessandro il grande            | 1 settembre 1979  | 26 novembre 1981 |
| 2  | Kraftprotz Herrmann                | Hermann l'energumeno            | 8 settembre 1979  | 27 novembre 1981 |
| 3  | Das Freilichtkonzert               | Il concerto all'aperto          | 15 settembre 1979 | 3 dicembre 1981  |
| 4  | Bei ganz feinen Leuten             | Casa dolce casa                 | 22 settembre 1979 | 4 dicembre 1981  |
| 5  | Der geheimnisvolle Käsedieb        | Ladro di formaggio              | 29 settembre 1979 | 10 dicembre 1981 |
| 6  | Hans und Heinz aus Mainz           | Le pulci acrobate               | 6 ottobre 1979    | 11 dicembre 1981 |
| 7  | Erntedankfest mit Hindernissen     | La maratona                     | 13 ottobre 1979   | 17 dicembre 1981 |
| 8  | Spuk auf der Waldwiese             | La grande fuga                  | 20 ottobre 1979   | 18 dicembre 1981 |
| 9  | Königin Maja und Prinzessin Thekla | Maia e la principessa Tecla     | 27 ottobre 1979   | 24 dicembre 1981 |
| 10 | Die Maus in der Flasche            | Il topo nella bottiglia         | 3 novembre 1979   | 25 dicembre 1981 |
| 11 | Besuch aus der Stadt               | Insetti della città             | 10 novembre 1979  | 31 dicembre 1981 |
| 12 | Willi, der Nachtwächter            | Willi il guardiano notturno     | 17 novembre 1979  | 7 gennaio 1982   |
| 13 | Das Wesen vom anderen Stern        | Un ospite dallo spazio          | 24 novembre 1979  | 8 gennaio 1982   |
| 14 | Puck und Freda                     | Puck e Frida                    | 1 dicembre 1979   | 14 gennaio 1982  |
| 15 | Alexander geht in die Luft         | Alessandro impara a volare      | 8 dicembre 1979   | 15 gennaio 1982  |
| 16 | Die Fliegenprinzessin              | La principessa dei calabroni    | 22 dicembre 1979  | 21 gennaio 1982  |
| 17 | Unerwünschter Besuch               | Il fratello di Alessandro       | 5 gennaio 1980    | 22 gennaio 1982  |
| 18 | Die Raubameisen kommen             | Il gigante                      | 12 gennaio 1980   | 28 gennaio 1982  |
| 19 | Das große Finale                   | La partita di calcio            | 19 gennaio 1980   | 29 gennaio 1982  |
| 20 | Stürmischer Nachmittag             | Un pomeriggio ventoso           | 26 gennaio 1980   | 4 febbraio 1982  |
| 21 | So ein Theater!                    | La recita                       | 2 febbraio 1980   | 5 febbraio 1982  |
| 22 | Das große Wettfliegen              | Una gara di volo                | 9 febbraio 1980   | 11 febbraio 1982 |
| 23 | Ein goldener Käfer                 | Lo scarabeo d'oro               | 16 febbraio 1980  | 12 febbraio 1982 |
| 24 | Auf einem anderen Stern            | Su un altro pianeta             | 23 febbraio 1980  | 25 febbraio 1982 |
| 25 | Wer hilft Emil?                    | Emilio il formicaleone          | 1 marzo 1980      | 26 febbraio 1982 |
| 26 | Lange Nasen und Störenfriede       | La festa di carnevale           | 8 marzo 1980      | 4 marzo 1982     |
| 27 | Hilfe, wer bin ich?                | Corri, Alessandro, corri        | 15 marzo 1980     | 5 marzo 1982     |
| 28 | Picknick mit Hindernissen          | Barney il giramondo             | 22 marzo 1980     | 11 marzo 1982    |
| 29 | Willi in Gefangenschaft            | Salviamo Willi                  | 29 marzo 1980     | 12 marzo 1982    |
| 30 | Das Alexandrophon                  | L'Alessandrofono                | 5 aprile 1980     | 18 marzo 1982    |
| 31 | Wo sind Flip und Willi?            | Il rapimento                    | 12 aprile 1980    | 19 marzo 1982    |
| 32 | Die Sache mit dem Bumerang         | Il professor Alessandro         | 19 aprile 1980    | 25 marzo 1982    |
| 33 | In der Falle                       | Maia e Willi in trappola        | 26 aprile 1980    | 26 marzo 1982    |
| 34 | Prinzessin Beatrice                | La principessa Beatrice         | 3 maggio 1980     | 1º aprile 1982   |
| 35 | Herr Besserwisser                  | Uno strano vecchietto           | 10 maggio 1980    | 2 aprile 1982    |
| 36 | Marvin, der Lebensretter           | Marvin la talpa                 | 17 maggio 1980    | 8 aprile 1982    |
| 37 | Der falsche Bräutigam              | La fidanzata di Flip            | 24 maggio 1980    | 9 aprile 1982    |
| 38 | Aus dem Lande der Bananen          | La tarantola                    | 31 maggio 1980    | 15 aprile 1982   |
| 39 | Kein Wasser mehr!                  | Boris il castoro                | 7 giugno 1980     | 16 aprile 1982   |
| 40 | Die Moskitobande                   | Le zanzare della palude         | 14 giugno 1980    | 22 aprile 1982   |
| 41 | Ganz feine Leute                   | Una famiglia molto educata      | 21 giugno 1980    | 23 aprile 1982   |
| 42 | Die Königin kommt                  | Arriva la regina                | 28 giugno 1980    | 29 aprile 1982   |
| 43 | Maja, das Findelkind               | Maia e Willi diventano principi | 12 luglio 1980    | 30 aprile 1982   |
| 44 | Das große Skirennen                | Una gara di sci                 | 19 luglio 1980    | 6 maggio 1982    |
| 45 | Eine Seefahrt, die ist lustig      | La gita in barca                | 26 luglio 1980    | 7 maggio 1982    |
| 46 | Wie Willi die Wiese rettet         | Le api giganti                  | 2 agosto 1980     | 27 maggio 1982   |
| 47 | Die Sache mit dem Fernrohr         | Il telescopio                   | 9 agosto 1980     | 28 maggio 1982   |
| 48 | Krach um Vielliebchen              | Tutti innamorati                | 16 agosto 1980    | 13 maggio 1982   |
| 49 | Feuer! Feuer!                      | Fuoco, fuoco!                   | 23 agosto 1980    | 14 maggio 1982   |
| 50 | Lecker, lecker Eis                 | Il blocco di ghiaccio           | 30 agosto 1980    | 20 maggio 1982   |
| 51 | Jakob aus dem Paradies             | La serra                        | 6 settembre 1980  | 21 maggio 1982   |
| 52 | Das Blumenfest                     | La regina dei fiori             | 13 settembre 1980 | 10 giugno 1982   |